# Осень в семье Кохаягава
«Осень в семье Кохаягава», «Конец лета» или «Ранняя осень» (яп. 小早川家の秋 кохаягава кэ но аки, англ. The End of Summer) — кинофильм режиссёра Ясудзиро Одзу, вышедший на экраны в 1961 году. Лента принимала участие в конкурсной программе Берлинского кинофестиваля, а также получила премию «Майнити» за лучшую женскую роль второго плана (Митиё Аратама).

## Сюжет
Пожилой Манбэй Кохаягава — владелец небольшой пивоварни, переживающей не лучшие времена. Помимо проблем с бизнесом, требуют решения и семейные — нужно выдавать замуж младшую дочь Норико и вдову сына Акико. Благодаря семейным связям, найдены и подходящие кандидаты в мужья, однако сердце Норико лежит скорее к молодому преподавателю, уехавшему работать в Саппоро, а Акико вообще не хочет нового замужества. Все эти дела не слишком интересуют Кохаягаву: он увлечён своей бывшей любовницей, которую встретил много лет спустя и от которой, как он считает, у него есть дочь. Члены семейства, естественно, не в восторге от похождений своего главы. Сердечный приступ, казалось бы, должен заставить его вести себя более благоразумно, однако, быстро восстановившись, он принимается за старое. Всё завершается вторым приступом и смертью Кохаягавы. После похорон Норико решает отправиться к возлюбленному в Саппоро, а Акико принимает решение остаться одной и воспитывать сына.

## В ролях
- Гандзиро Накамура — Мамбэй Кохаягава
- Сэцуко Хара — Акико, невестка Кохаягавы
- Ёко Цукаса — Норико, младшая дочь Кохаягавы
- Митиё Аратама — Фумико, старшая дочь Кохаягавы
- Кэйдзю Кобаяси — Хисао, муж Фумико
- Хисая Морисигэ — Эйитиро Исомура, поклонник Акико
- Тиэко Нанива — Цунэ Сасаки, любовница Кохаягавы
- Рэйко Дан — Юрико, дочь Сасаки
- Харуко Сугимура — Сигэ Като, сводная сестра Кохаягавы
- Дайскэ Като — Яносукэ Китагава, сводный брат Кохаягавы
- Тисю Рю — крестьянин
- Юко Мотидзуки — его жена
- Акира Такарада — Тэрамото Тадаси

## О фильме
53-й фильм Ясудзиро Одзу снимался с июня по сентябрь 1961 года на студии Takarazuka, принадлежащей компании Toho. Это было своеобразной расплатой за право снять звёзд Toho — Сэцуко Хару и Ёко Цукасу — в предыдущей ленте Одзу «Поздняя осень».